# ゲルマン化
ゲルマン化（ゲルマンか、ドイツ語: Germanisierung）とは、ゲルマン系民族、またその言語、文化の分布拡大を指す。通常、これよりゲルマン民族以外の文化、言語が変容し、または圧迫される。原語 Germanisierung は、単語に対してはドイツ語化を意味する。また文脈に応じて「ドイツ化」とも訳される。

## 概念の様々な意味
ゲルマン化という概念は、ゲルマン系の全民族について、古典古代、民族移動時代、ドイツ建国以前の中世前期に対して使用される。中欧、東欧では中世の一部、また近代に対しては、これに対応するドイツ民族、また前身にあたる諸民族の拡大に対して専ら使用される。
この概念の厳密な意味は、観点によって異なる。そのためゲルマン化は、大規模な移住なくゲルマン文化が拡大することを指す場合がある。ゲルマン化とはまた、他民族の定住地からの排除、また流入したゲルマン的諸言語、文化を有する住民が大多数となったことによる、他民族の変容も指す。

## 古典古代

### ローマ軍
ローマ帝国では、ローマ人兵士がゲルマニア出身の傭兵によって徐々に追いやられていった過程を、ゲルマン化ということがある。

### 西ローマ帝国
3世紀以降、ゲルマン人の諸部族は次第にリーメスを越え、ローマ帝国の支配領域に侵入した。ゲルマン系諸民族は、武力衝突を起こしたり、または平和裏に移住したが、こうしてローマ帝国の一部ではゲルマン化が帝国の崩壊以前から徐々に進んでいった。多くの場合、ローマ人はゲルマン人をフォエデラティとして受け入れ、ローマ帝国の国境内に定住地を割り当てた。

## 民族移動時代
ローマ軍がブリタンニアから撤退すると、一部ローマ化したケルト系住民は、無防備のままに取り残された。その後アングル人、サクソン人、ジュート人といったゲルマン系諸民族は、数世紀にわたって非常に残虐な交戦を重ねてイングランドを征服した。ケルト人が防衛のために戦った記憶は、アーサー王伝説に残っている。ウェールズ、コーンウォール、現在のスコットランドの一部地域では、スコット人とピクト人が攻撃を撃退している。その後、古代末期から中世前期への転換期には、かつてケルト系であった住民が次第にゲルマン化していった。1066年、ローマ化したゲルマン人であるノルマン人がイングランドを征服したため、イングランドのゲルマン化には、一部でローマ化が加わった。

## 中世と現代
歴史家は19世紀から20世紀初頭、ゲルマン化という概念を主にスラヴ人が先住民であった地域へのドイツ東方植民に対して使用した。その地域にはメクレンブルク、ブランデンブルク、ポンメルン、ザクセン、シュレージエン、西プロイセン、東プロイセン、大ポーランド、またハンガリーのマジャル人、ルーマニア人地域があった。ゲルマン化は一部で、キリスト教化に先行、または並行することがあった。しかし、ゲルマン化は一方的なものではなかった。中世盛期、ゲルマニア・スラヴィカ（「東方植民地」）での中世の地域開発は、スラヴ系住民を組み入れて行われためである。当時、新たに成立したのが環状村落とアンガー型村落村で、従来の定住地では見られなかった形式であった。しかしスラヴ人を組み入れることは、常に平和裏に行われたわけではない。例えばハインリヒ1世の対スラヴ人戦役、983年のスラヴ人蜂起、1066年のアボドリト人蜂起が挙げられる。
ほとんどの場合、ドイツ語を話す移民は地元の諸侯から、定住者の少ない、または全くいない地に入植すべく招かれた。諸侯は帝国に忠誠を誓い、統治する領土をレーエンとして受領していた。当地の支配者にとっては、現住民を圧迫することに思いを致すことはなかった。それには臣下が増えれば、自身の権力も増すこともあった。多くの場合、定住地はドイツ人とスラヴ人の地区が隣り合っていた。スラヴ人の同化や言語のゲルマン化は、数世紀にわたって連綿と続き、裁判所によるソルブ語禁止がこれを支えた。ラウジッツでは、ソルブ人の一部は、ドイツ語圏での言語島といった状況にもかかわらず、完全にゲルマン化されずにすんだ。それでもなお低地ソルブ語は、現在、間違いなく非常に危機にさらされている言語と見なされている。

## 19世紀のプロイセン
ドイツ帝国に含まれるプロイセン王国は、ポーランド分割で獲得した西プロイセン州東部とポーゼン州で、ポーランド系の市民に対し、ポーランド語と文化を抑圧する政策を行った。まずポーランド語の公共での使用が抑圧された。学校でのポーランド語教育は組織的に抑制された。1873年、ポーゼン州と西プロイセン州では、ドイツ語が小学校で唯一の教授言語として導入されたが、数万人もの生徒が理解できないものであった。例外とされた科目は、宗教、教会の歌であった。 
同時期には、1864年のデンマーク戦争以後、ドイツ領となったシュレースヴィヒ（南ユートラントとも）で抑圧的な言語政策が行われた。北シュレースヴィヒでは、1878年に学校の半数はドイツ語、1888年には1週間に4時間の宗教科目を除いて、ドイツ語が最終的に唯一の教授言語になった。同年、当局は最後に残るデンマーク語の私立学校を閉鎖した。 
東部地域では、官庁と裁判所では二言語を使用できたが、1876年と1877年には、ドイツ語のみとされた。これは対立が常態化することを確実なものにした。デンマーク人と対照をなしたのがポーランド人である。集団としてより大きく、また団結し、人口も多く、経済面でも集団として行動する方法を知っていた。そのためプロイセン植民委員会の土地取得に対して、ポーランド人組織を結成して対抗することが可能であった。国家が講じる措置が増加するにつれ、ポーランド人の憤激は高まっていった。その頂点となったのは、1908年の帝国結社法であり、他言語での集会は、他言語の人口が60%以上を占める場所でのみ許可される、というものであった。これはデンマーク、そして特にポーランドの結社を対象としたものであった。これと並んで、ポーランド人の土地所有者は、意図的に対象とした土地買収、圧力（住宅建築禁止）で追放することが企図された。しかしこれらは実施されず、また第一次世界大戦の結果、もはや実施することはできなかった。
ドイツ帝国の政策は、ナチス・ドイツのゲルマン化政策とは違い、法治国家の原則に基づいていたため、デンマーク系やポーランド系を含むすべての国民に、国家の措置を提訴することを認めていた。

## ナチズムの時代
民族性政策に従って、いわゆる大ドイツ帝国を創設するべく、ナチは特に占領下東部地域で他の諸文化に圧力を加える政策を講じ、追放、または一部では絶滅（ユダヤ人）を試みた。主要な目的には、文化的、言語的、人種的に均一なドイツ人定住地域を創設することにあった。
この目標を追求するためは様々な措置が講じられた。
- 地名改称「外国的地名のドイツ語化（ドイツ語版）（Verdeutschung fremdländischer Ortsnamen）」は、ナチス・ドイツでは帝国科学・教育・国民教育省（ドイツ語版）の指揮監督の下に行われた。まず対象とされたのが特にスラヴ的な地名で、地域はシュレージエン、東プロイセン、西プロイセン、ラウジッツであった。またザールラントのフランス的な地名（ザールルイを「ザールラウテルン」）も同様であった。改称すべき地名は各行政管区庁が提案し、言語学者、大学講師、そして史料保管者からなる専門家委員会が、ゲルマン化した新名称を提出した。シュレージエンでは既に1934年から、東プロイセンでは1937年8月から1938年7月にかけて実施されたが、東プロイセンでは複数の郡で最大70%の村落がこの措置の対象となっていた。後に占領した地域、例えばヴァルテラントでは（ウッチを「リッツマンシュタット」）、新名称は通常、下級機関が決定した。第二次世界大戦後、新たにポーランド領（「回復領」）、ソヴィエト連邦領（カリーニングラード州）となった地域では、地名がスラヴ的なものに変更され、次第に元来のドイツ語名称が完全に現地語化された。ソヴィエト占領地域、または東ドイツでは、ゲルマン化された地名は特にブランデンブルクで大多数が維持されたが、ザクセンでは大部分が旧来の名称に戻された[3]。

- 出版物、報道、学校、教会でのドイツ語以外の言語の禁止
- 特に占領下のポーランドでは、高等教育機関は閉鎖され、ポーランド語を話す教養エリートは迫害され、一部は例えば強制収容所で殺害された。特にクラクフ大学の教授が「特別行動クラカウ（ドイツ語版）」で殺害されたことは良く知られている。さらにソヴィエト連邦内の占領地（オストラント帝国全権委員領（ドイツ語版）、ウクライナ帝国全権委員領（ドイツ語版））でも学校、大学が閉鎖された。ラウジッツでは、特にソルブ人の言語とアイデンティティの伝承者と見なされたソルブ人の教師や牧師は、ドイツ語圏に異動させられ、ドイツ人に代えられた。

- ポーランド文化の保持に関係するポーランド人は、絶滅収容所に移送された。ソヴィエト連邦内の占領地でも同様であった。

- ポーランド人、ロシア人、ベラルーシ人、ウクライナ人の子供は、家族から引き離され、文化的にドイツ人にするべくドイツ人の家庭に送られた[4]。

- 人種イデオロギーに従い、「東方生存圏」を獲得する一環として、ポーランド人、ロシア人、白ロシア人、ウクライナ人のほとんどは再定住させる予定であった。一部は征服した東部地域の農場労働者として、一部はウラル山脈の彼方へである。また西スラヴ人、バルト人は、ナチズムの理解では、人種的に価値ありとされ、「ゲルマン化」される計画であった。このためにドイツ語化された姓名を与えられ、ドイツ民族リスト（ドイツ語版）に記載され、ドイツ国籍を取得した。

ヒトラーは『我が闘争』ではっきりと述べている。
民族性、もっと言えば人種は、言語ではなく、むしろ血に基づくものである。そのため、ゲルマン化について口にするのであれば、こんな過程で敗者の血を変えられるようになってからであろう。しかしそんなことは不可能である。
そのためナチの政策は、言語的な「ゲルマン化」だけでなく、ドイツ民族以外の諸民族（ポーランド人、ロシア人など）の抑圧、または「ドイツ化（Eindeutschung）」または「北方化（Aufnordung）」も目的としていた。